# Ассатиг-Айленд
Ассатиг-Айленд (англ. Assateague Island National Seashore) — национальное побережье США — природоохранная зона, включающая барьерный остров Ассатиг и несколько близлежащих островков у побережья Атлантического океана на юго-востоке Мэриленда и востоке Виргинии, США.

## Описание
Длина острова составляет 37 миль (60 км), а парк, созданный как национальное побережье в 1965 году, занимает около 75 миль² (195 км²) суши и воды. В границах национального побережья находятся Национальный заповедник дикой природы Чинкотиг (создан в 1943 г.) на южном конце (Виргиния) и Государственный парк Ассатиг (1956 г.) около северного конца (Мэриленд). Остров расположен к югу от города Ошен-Сити в Мэриленде и отделен от материка заливами Чинкотиг на юге и Синепаксент на севере, через которые перекинуты два моста: один из Центра для посетителей барьерного острова в Мэриленде, около северной оконечности, а другой из города Чинкотиг в Виргинии, около южной оконечности.
Остров Ассатиг славится своими дикими лошадьми, которые на самом деле являются одичавшими, ранее одомашненными животными. Они размером с пони; их крошечный размер в основном объясняется относительно скудным рационом, состоящим в основном из пляжной травы и кордграсса, а также подверженностью часто суровым условиям окружающей среды. Они живут двумя стадами, по одному на каждом конце острова, и каждое насчитывает до 150 животных. Во время ежегодного Заплыва пони — облавы, проводимой каждый июль — стадо виргинских пони, известное как пони Чинкотиг, переплывает узкий канал на остров Чинкотиг, где жеребята продаются с аукциона, чтобы поддерживать популяцию диких животных на плаву.
Остров Ассатиг также является птичьим заповедником на Атлантическом пролётном пути миграции. Пляжи, песчаные дюны, солончаки, заливы и леса обеспечивают среду обитания для около 300 видов птиц, таких как белые гуси, цапли, белые цапли, бекасовые и скопы. Другие дикие животные включают оленей, рыжих лисиц и мечехвостов.
Белоснежные песчаные пляжи острова являются популярным местом для туристов, желающих поплавать, покататься на каноэ, порыбачить и покататься на внедорожниках. В защищенных бухтах и протоках собирают крабов и моллюсков. Из трёх туристических центров острова два, управляемые Службой национальных парков США, располагают аквариумами и экспонатами, посвященными пляжному шопингу.